# Digital Public Library of America
Die Digital Public Library of America, kurz DPLA, ist ein Projekt zur Präsentation von Digitalisaten von Kulturgütern. Es wurde 2010 vom Berkman Center for Internet & Society an der Harvard University ins Leben gerufen und koordiniert den Zugriff auf digitalisierte Bestände der teilnehmenden Institutionen. Treibende Kraft in Harvard ist deren Direktor Robert Darnton. Am 18. April 2013 begann der Testbetrieb mit 2,4 Millionen Digitalisaten von Fotos, Handschriften, Kunstwerken.
Das Projekt entstand aus Unzufriedenheit mit Google Books, an dem die Bibliothek der Harvard University ursprünglich teilgenommen hatte. Vorbild war die Europeana.